# Franz Karl Zoller
Franz Karl Zoller (* 4. September 1748 in Klagenfurt; † 18. November 1829 in Innsbruck) war ein österreichischer Kupferstecher, Maler, Topograph und Dichter.

## Leben
Franz Karl Zoller wurde als jüngster Sohn des Malers Anton Zoller in Klagenfurt geboren und kam mit der Familie nach Tirol, als sein Vater 1753 das Bürgerrecht in Hall erhielt. Dort besuchte er das Gymnasium der Jesuiten und sollte nach dem Tode des Vaters auf Wunsch seines älteren Bruders Josef Anton Geistlicher werden. Er studierte auch zunächst Theologie an der Universität Innsbruck, zog aber, von seinem Lehrer Ignaz Weinhart ermuntert, 1768 nach Wien, wo er sich mit Unterstützung des Barons Sperges bei Jakob Schmutzer im Landschaftszeichnen und Kupferstechen ausbilden konnte. 1785 kehrte er nach Tirol zurück und wurde Wegeinspektor für das Unterinntal. Unter der bayrischen Besatzung wurde er 1809 Bauinspektor in Brixen und 1810 in München. Nach der Rückkehr Tirols zu Österreich wurde er erster Adjunkt bei der k. k. Provinzialdirektion in Innsbruck.
Zoller veröffentlichte topographische und historische Beschreibungen Tirols wie die Geschichte und Denkwürdigkeiten der Stadt Innsbruck und der umliegenden Gegend (1816/1825) oder das Alphabetisch-topographische Verzeichniss sämmtlicher Orte Tirols  (1827) sowie Landkarten und Kupferstiche. Daneben war er dichterisch tätig, zum Teil in Mundart, und verfasste das Kriegslied eines Tyrolers im Landsturm mit dem Spingeser Schlachtlied, das Tiroler Schützenlied und weitere Kampflieder während des Tiroler Freiheitskampfes.
Im Innsbrucker Stadtteil Wilten wurde die Zollerstraße nach ihm benannt.

## Werke

### Topographische/historische Werke
- Alphabetisch-topographisches Verzeichniß sämmtlicher Graf- und Herrschaften, Landgerichter, Gerichter, Hofmarken, und befreyten Burgfrieden, dann Städte, Marktflecken, Dörfer, und aller übrigen in kirchlich- kameral- politisch- kommerzial- und historischer Rücksicht u. s. w. merkwürdigen Ortschaften der gefürsteten Grafschaft Tirol, und der damit gewisser Maßen vereinigten Vorarlbergischen Lande. Wagner, Innsbruck 1806
- Geschichte und Denkwürdigkeiten der Stadt Innsbruck und der umliegenden Gegend von den ältesten Zeiten bis zur Erlöschung der österreichisch-tirolischen Linie mit Erzherzog Sigmund Franz. Innsbruck 1816
- Geschichte und Denkwürdigkeiten der Stadt Innsbruck und der umliegenden Gegend. Zweyter Theil, Vom Kaiser Leopold I. an, bis zur Uebergabe Tirols an den König von Bayern, mit Berücksichtigung der gleichzeitigen Kriegs-Ereignisse. Wagner, Innsbruck 1825 (digitale-sammlungen.de)
- Alphabetisch-topographisches Taschenbuch von Tirol und Vorarlberg. Innsbruck 1827
- Post- und Reise-Karte von Tirol und Vorarlberg, nach den neuesten Hülfsquellen berichtigt, und ganz ausgearbeitet, von Kassian v. Jenner. Litographirt und herausgegeben von Anton Falger. 1831

### Dichtung
- Kriegslied eines Tyrolers im Landsturm. 1797
- Tiroler Schützenlied. 1808
- Der Tiroler Bauer an seinen König: Ein Lied in der Volkssprache auf die höchsterfreuliche Zurückkunft Ihrer königl. Majestäten und Sr. Königl. Hoheit des Kronprinzen aus Italien. Innsbruck 1808
- Der Tiroler Kirchtag: Ein National-Lustspiel mit Gesang in zwey Aufzügen. Wagner, Innsbruck 1819